# Alois Grois

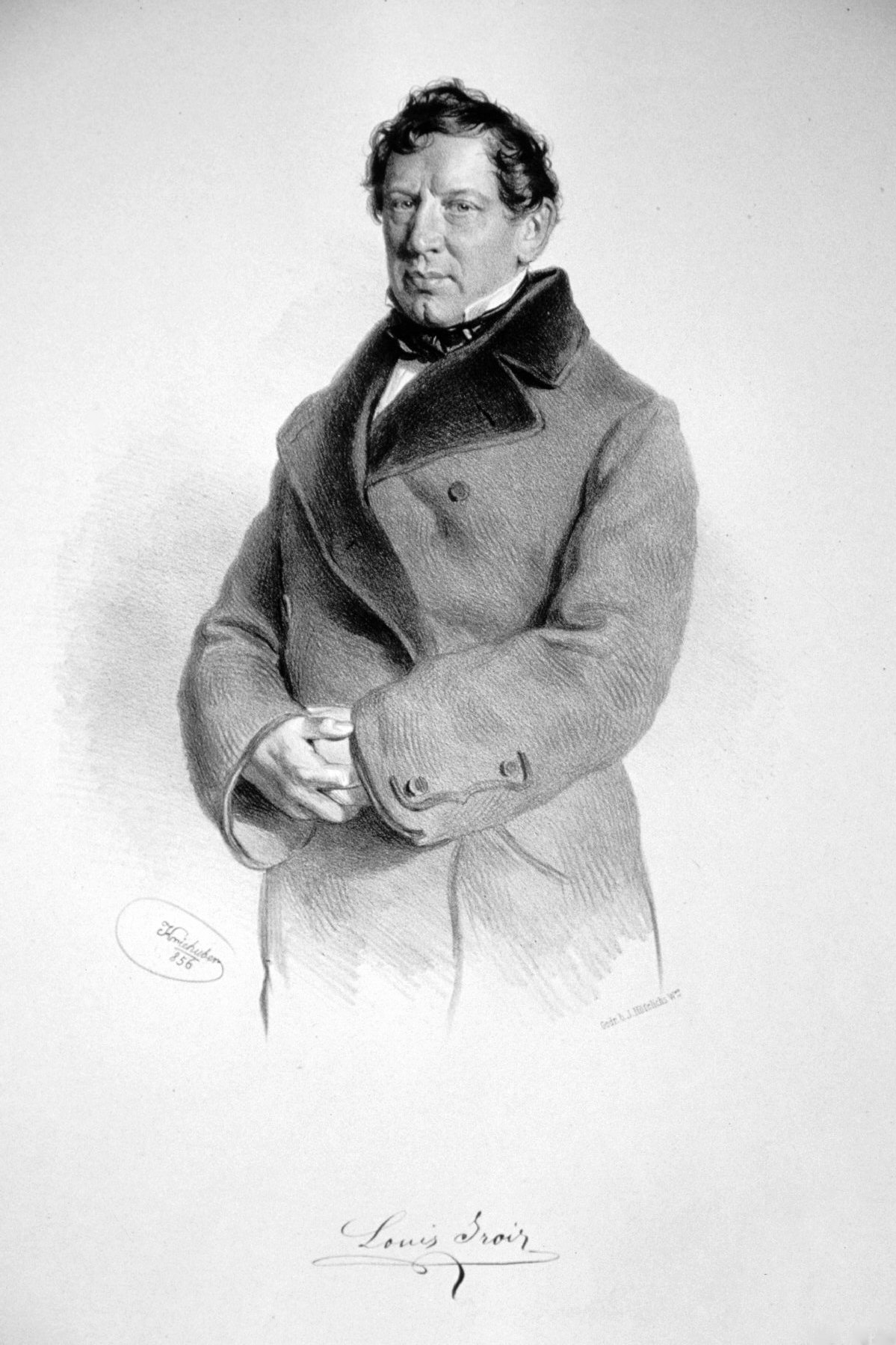
Alois (Louis) Grois, Lithographie von Josef Kriehuber, 1856

Alois Grois, auch Louis Grois (* 1809 in Szárvár, Königreich Ungarn; † 8. April 1874 in Wien, Österreich-Ungarn) war ein österreichischer Opernsänger (Bass), Theaterschauspieler und Komiker.

## Leben
Ursprünglich als Lehrer ausgebildet und ab 1826 Schulgehilfe in Maria Lanzendorf, wirkte er auch in einem Kirchenchor mit. Als ihn der Direktor der k. k. Hofoper Louis Duport hörte, bot er ihm ein Engagement in Wien an. Grois war jedoch auf eine weitere Ausbildung bedacht, bei der er gute Fortschritte machte. 1828 wurde er als erster Bassist nach Lemberg verpflichtet, wo er als Sarastro in der Zauberflöte debütierte. In den nächsten Jahren sang er in Ofen, Hermannstadt und Graz. Hier beendete er allerdings seine Karriere als Opernsänger und wechselte in das komische Fach. 1836 engagierte ihn Direktor Carl Carl an das Carltheater, wo er als Fortunatus Wurzel debütierte.  Gastspiele führten ihn nach Berlin, Dresden, Hamburg und Frankfurt am Main.
Carl Carl, Johann Nestroy, Wenzel Scholz und Grois bildeten das legendäre Komikerquartett des Carltheaters, zu dem dann auch noch Andreas Scutta hinzukam. Nach Carls Tod trat Karl Treumann dessen Stelle.